# Elecciones parlamentarias de la República Árabe Saharaui Democrática de 2012
Las elecciones al Consejo Nacional Saharaui se llevaron a cabo entre el 19 y el 21 de febrero de 2012. Las elecciones se llevaron a cabo en la Zona Libre del Sáhara Occidental y en Campos de Refugiados de Tinduf en Argelia.
Las elecciones se celebraron después del XIII Congreso del Frente Polisario, que tuvo lugar dos meses antes, entre el 15 y el 22 de diciembre de 2011. El porcentaje de jóvenes en el nuevo Consejo se situó en el 42%, mientras que las mujeres obtuvieron el 25% de los escaños. Khatri Addouh fue reelegido Presidente del Consejo el 28 de febrero de 2012.